# 甕暁子
甕 暁子（もたい あきこ、モンゴル語：Мотай Акико）は、モンゴルの日本語学者。学位は修士。モンゴル文化教育大学日本語学科主任・教員。

## 来歴
日本の静岡県立大学に進学し、国際関係学部の言語文化学科に在籍した。2003年3月、静岡県立大学を卒業した。なお、同大学では、各学科の成績最優秀者など顕著な業績を残した学生や教員に対し、学内の寄金「はばたき寄金」から「はばたき賞」が贈られるのが慣例となっている。甕は卒業に際して、この「はばたき賞」を学長から授与された。
その後、モンゴルに渡り、首都であるウランバートル市に所在するモンゴル文化教育大学に採用された。モンゴル文化教育大学では、日本語学科の教員に就任した。さらに同学科の主任に昇任し、日本語文法のような講義だけではなく、日本語聴解や日本語会話といったコミュニケーションを重視した講義や、作文や日本事情といった講義も担当している。

## 著作
モンゴルにて日本語学者として活動していることから、モンゴル語の書籍を日本語に翻訳し、それを日本に紹介している。たとえば、モンゴル文化教育大学の教員であるイ・サンチムの作品を読み、それをダ・ブレンチメグとともに翻訳し『オートハンとその仲間たちの冒険旅』として上梓している。この書籍は、モンゴルでの日本語教育の教材として使用されることもある。

## 賞歴
- 2003年 - はばたき賞。